# 中野智則
中野 智則（なかの とものり、1975年5月23日 - ）は、日本のキックボクサー。茨城県出身。身長163cm、体重60kg。TEAM O.J所属。元NKBバンタム級王者。